# Герберга Бургундская
Герберга Бургундская (965, Арль — 1016 или 7 июля 1019) — представительница Старшей ветви династии Вельфов. В первом браке супруга Германа I, графа Верля; во втором — Германа II, герцога Швабии.

## Биография
Дочь короля Бургундии Конрада I и его второй супруги принцессы Матильды Французской. Её мать была дочерью короля Западно-Франкского королевства Людовика IV и племянницей короля Германии Оттона I.

### Первый брак
Примерно в 978 году Герберга вышла замуж за Германа I, графа Верля. У них было трое сыновей:
- Герман II, графа Верля (ок. 980— 1025)
- Рудольф Верльский (ок. 982/6—1044)
- Бернард I Верльский  (ок. 983—1027)

Герман умер между 985 и 988 годами.

### Второй брак
В 988 году Герберга повторно вышла замуж за Германа II, герцога Швабии. Во втором браке у неё было несколько детей, в том числе:
- Матильда Швабская, была замужем последовательно за Конрадом Каринтийским и Фридрихом II, герцогом Верхней Лотарингии[6]
- Гизела Швабская, ставшая королевой Германии и императрицей Священной Римской империи[6]
- Герман III, который наследовал отцу в 1003 году, но умер молодым в 1012 году[6]
- Бертольд (992—993)
- (?) Беатриса (ум. после 25 февраля 1025), была замужем за Адальбером Каринтийским[6][7]

Герберга умерла в Нордгау, Бавария. Запись в некрологе указывает, что она умерла 7 июля, вероятно, в 1018 или 1019 году.

## Попечительница
В сентябре 997 года по просьбе Герберги Оттон III подарил поместье Штокхаузен женскому монастырю в Мешеде. Штокхаузен был расположен в средневековом районе Лохтроп, который был частью графства Верль. В 997 году Верлем правил сын Герберги от первого брака, Герман II. Графы Верля имели давние связи с этим монастырём. Ранее граф Герман I был защитником Мешеде, как и один из его предков, также носивший имя Герман, в 913 году. Мешеде, возможно, был основан Эмхилидом, одним из предков Германа, жившим в IX веке.
В мае 1000 года Отто III выдал свидетельство, взяв женский монастырь Одинген под свою защиту. В свидетельстве указано, что Одинген, который находился в округе Лохтроп в графстве Верль, был основан Гербергой с разрешения её сына Германа II, графа Верля. В 1042 году внучка Герберги, также Герберга (дочь Германа II), стала настоятельницей Одингена.